# Юханссон, Эрик (фотограф)
Эрик Юханссон (или Эрик Йохансон, швед. Erik Johansson, апрель 1985, Йётене, Швеция) — современный шведский фотограф. Получил известность благодаря постановочным сюрреалистическим пейзажам. Каждая его работа представляет собой комбинацию из более чем сотни оригинальных фотографий, которые он использует как средство «сбора материала для реализации идей» — они обрабатываются и объединяются в графическом редакторе Adobe Photoshop. Творчество фотохудожника освещают крупные средства массовой информации («The Daily Mail», «The Telegraph», «The Independent», «The Guardian») и профессиональные журналы («Kamera & Bild», «Magasinet KUNST», «Sant Magazine»).

## Биография
Фотограф родился в 1985 году недалеко от города Йётене на юге Швеции. Он рос на ферме, где жил с родителями и двумя младшими сёстрами, много времени проводил на природе (сам Юханссон считает, что детство в сельской местности оказало большое влияние на его визуальный стиль). В детстве увлекался рисованием (к чему его поощряла бабушка, которая была художницей). Отец получил компьютер для работы в середине 80-х годов и Юханссон очень рано стал приобщаться к работе с ним. В возрасте 15 лет Юханссон получил в подарок первую цифровую камеру «Fuji» и сразу увлёкся фотоискусством. Он обрабатывал сделанные фотографии в демоверсии редактора PaintShop Pro, применяя простейшие спецэффекты, такие как изменение цвета или перемещение сестёр на крышу.
В школе Юханссон увлекался математикой и физикой. С 2005 году он жил в Гётеборге, где учился на инженера-программиста в Технологическом университете Чалмерса. Одновременно Юханссон продолжал заниматься фотографией, однако считал её своим хобби. Знакомство с дорогой и сложной камерой своего друга открыло Юханссону возможности фотоискусства и он приобрёл цифровой зеркальный фотоаппарат начального уровня Canon EOS 400D. После публикации нескольких удачных изображений в интернете он начал получать заказы от местных и иностранных рекламных агентств (известность во Франции пришла к нему даже раньше, чем в родной Швеции). Ко времени окончания университета фотография превратилась в основное занятие Юханссона. В 2010 году он окончил магистерскую программу по специальности «интерактивный дизайн» (англ. Master's in Interaction Design). Юханссон поселился в Норчёпинге в восточной части Швеции, работая как свободный фотохудожник. В начале 2012 года он переехал в Берлин, где прожил почти три года со своей подругой. В ноябре 2015 года он переехал в Прагу. Значительную часть фотографий, тем не менее, он продолжает снимать в Швеции, считая её природу своим главным источником вдохновения.
Фотограф работает как над собственными проектами, так и по заказам таких клиентов, как Volvo, Toyota, Google, Adobe, Microsoft и «National Geographic». С 2011 года начал создавать уличные фотографии, а с 2012 года занимается книжными проектами. Он выступал на крупных международных конференциях, включая конференцию TED в Лондоне в 2011 году. В начале 2016 года он выпустил свою первую книгу «Imagine», в которой были представлены фотографии за первые девять лет творчества.
В 2013 году компания Adobe попросила Юханссона сделать живую презентацию для продвижения своей новой версии программного обеспечения Photoshop. Замысел состоял в том, чтобы в прямом эфире снимать ничего не подозревающих людей на автобусной остановке, а затем, сделав мгновенную постобработку фотографии в графическом редакторе Adobe Photoshop, продемонстрировать им получившиеся фотографии, используя для этого электронный рекламный щит. К декабрю 2017 года видеоролик посмотрели более 27 000 000 человек.

## Особенности творчества
Юханссон считает себя автодидактом в фотографии (он утверждает: «Опыт — это лучший способ обучения. Просто идите и делайте что-нибудь!») и настаивает, что художники оказали на его работы значительно большее воздействие, чем фотографы. Он утверждает, что наибольшее влияние на его творчество оказали Сальвадор Дали — испанский художник-сюрреалист, Мауриц Корнелис Эшер — голландский график, Рене Магритт — бельгийский художник-сюрреалист, Роб Гонсалвес — канадский художник-сюрреалист, Яцек Йерка — польский художник, Шон Тан — австралийский писатель и иллюстратор, Маттиас Адольфссон — шведский иллюстратор, Свен Нурдквист — шведский писатель и иллюстратор, Томас Эберг — певец, исполнитель поп-музыки (в 2018 году в интервью журналу «Фотомастерская» Юханссон также подчеркнул влияние фотографа-бельгийца Коэна Демюнка). Любимым произведением искусства он называет графический лист Эшера «Относительность», соединяющий математику с искусством, на котором лестницы проходят сквозь стену, пол и потолки гигантского здания. Фотограф воспринимает эту работу Эшера как модель для интерпретации мира.
По словам художественного критика, творчество Юханссона находится в точке соединения фотографии, иллюстрации и цифрового коллажа. Считается, что до последнего времени на уровне арт-фотографии этого никто не делал, и у направления, в рамках которого творит фотохудожник, пока даже нет названия. Он сам называет его «искусством фотоманипуляции». Работы Йоханссона отражают доступные для зрителя образные идеи и мечты. Его герои воздействуют на окружающую действительность, для них характерна иллюзия могущества, свойственная детям, которая теряется с приобретением знаний о мире.
Свой стиль он характеризует как «фотореалистичный сюрреализм», настаивает, что неотъемлемый элемент его фотографий — юмор. В 2012 году компания Microsoft предложила фотографу принять участие в проекте под названием «Поколение 7» (англ. «Generation 7»). Семи деятелям искусства были предоставлены средства для реализации проекта своей мечты. Юханссон создал 3D-иллюзорную фотографию, имитирующую дверь в магазин на оживлённой улице в Стокгольме. На видео был заснят друг фотографа, который на глазах удивлённых прохожих тщетно пытался проникнуть через неё в помещение.
Эрик Юханссон утверждает, что всегда слушает музыку, когда занимается постредактированием, в основном это — электронная музыка (он является поклонником шведской инди-группы «Bob Hund», слушает произведения ансамблей «Daft Punk» и «The White Stripes»), которая поддерживает его в тонусе. «Когда я работаю, я полностью погружён в свой мир, абсолютно слеп и воспринимаю только музыку», — говорит Юханссон.

### Последовательность работы над фотографией
Фотограф делит творческий процесс на три последовательные стадии и предварительный этап.
- Подготовка к работе — эскиз, появление нового замысла.
- Первая стадия — планирование. После появления идеи, которая, как Юханссону кажется, достаточно хороша, он пытается найти ландшафт для её съёмки. Поиск может занять от нескольких дней до нескольких месяцев, а иногда — лет. Юханссон считает эту стадию самым важным шагом, поскольку она определяет внешний вид фотографии, это — исходный материал. Этот шаг включает в себя решение ряда проблем: как строить композицию, подобрать объекты и реалистичный свет.
- Вторая стадия — съёмка, что им воспринимается как сбор материала. Юханссон никогда не использует чужие фотографии в своих личных проектах, признаётся, что хочет полностью контролировать свои фотографии и чувствовать, что сделал всё сам. Это приводит к тому, что он не может реализовать все свои идеи.
- Заключительная стадия — это объединение фотографий. Эта стадия занимает от нескольких дней до нескольких недель. Юханссон считает, что это самый простой шаг (несмотря на то, что при этом могут использоваться до 150 фотографий[23]). Эта стадия похожа на мозаику, для которой уже заготовлены составляющие её элементы, просто нужно собрать их вместе[17].

Иногда Юханссон впоследствии создаёт видеоролики, где рассказывает о работе над конкретной фотографией. При этом, он не раскрывает все секреты создания фотографий, объясняя это желанием сохранить магию своих изображений. Фотограф отказывается говорить о скрытом смысле своих фотографий, считая, что каждый зритель вправе самостоятельно их интерпретировать. Он утверждает:

«Когда я читал книги в детстве, то редко вчитывался в текст. Я просто хотел посмотреть на иллюстрации и создать свою собственную историю. Люди должны иметь возможность делать то же самое с моими фотографиями»— Брам ван ден Рейен. Сюрреалист-фотограф Эрик Йоханссон изменяет реальность без фотошопа
Когда фотографа спрашивают, использует ли он архив фотографий или осуществляет фотосессии для съёмки каждого нового изображения, он отвечает, что правилен второй ответ, предварительные фотографии создаются каждый раз для конкретной цели. Тем не менее, Юханссон признаётся, что имеет своеобразный архив объектов: деревьев, неба, травы и целых ландшафтов, иногда использует из своего архива отдельные снимки. На просьбу сформулировать своё кредо, он отвечает: «Мой образ мышления остался с детства, я думаю, что не изменялся с того времени… Я всегда стараюсь думать о неожиданных вещах и действовать вопреки тому, что кажется логичным». Подход, основанный на фантазии и её столкновении с реальностью, по его мнению, привлекает как взрослых, так и детей.

### Оборудование для работы над фотографией
Начинающим фотографам Юханссон советует: «Не тратьте слишком много денег на оборудование в начале занятия фотографией; вам нужны простая камера, компьютер и много труда… Как только вы изучите инструменты, единственное, что будет ограничивать ваши возможности — ваше собственное воображение». В интервью журналу «Фотомастерская» для работы в 2011 году он назвал привычной для себя камеру Canon EOS 5D Mark II с линзой Canon 24-70. Оборудование, которое Юханссон использовал в своей работе в 2016—2017 годах:
- Камера: Hasselblad H6D-50c (по словам самого фотографа, хотя она большая и тяжелая, но у неё отличная матрица, которая позволяет запечатлеть большое количество деталей, он утверждает, что «камера — продолжение его рук»[20])
- Объективы: Hasselblad 24 мм, 35—90 мм, 50 мм, 120 мм
- Свет: Elinchrom RX, Canon Speedlites, «Солнце»
- Монитор: Eizo Coloredge CG318-4k
- Домашний компьютер с операционной системой Windows 10
- Программное обеспечение: Adobe Photoshop CC и Adobe Lightroom

### Известные фотографии

Эрик Юханссон. Была законченная картина, 2012

На одной из фотографий Юханссона «Была законченная картина» (2012, швед. «Så blev den färdiga bilden», на сайте фотографа и в некоторых журналах фигурирует под английским названием «Освободи их», англ. «Set Them Free», фотография и постобработка в редакторе Adobe Photoshop) некий персонаж, лицо которого выходит за пределы фотографии, а на ней виден только торс, одетый в свитер и юбку, выливает воду с плывущей поверх неё яхтой (за ней виднеются другие яхты на заднем плане) из картины, которую он держит в руках. Для того чтобы создать такое изображение, фотограф построил контейнер, впоследствии оказавшийся на снимке за рамой картины, откуда выливалась вода, создавая иллюзию, что она льётся непосредственно с холста картины. Юханссон установил мощную лампу в контейнере, которая затем превратилась в солнце на картине. Парусники на изображении он сфотографировал с моста, чтобы получить правильную перспективу. Сложнее всего было сфотографировать все объекты, связанные с картиной внутри снимка при одном и том же освещении. Для этого у фотографа есть приложение поиска солнца на мобильном телефоне. Облачная погода, которая запечатлена на переднем плане фотографии «Была законченная картина», с этой точки зрения, значительно упрощает задачу. Художественный критик отмечает «ощущение прохладного и влажного», исходящее от фотографии. Зритель сам воспринимает себя стоящим обеими ногами по колено в воде. Водное пространство, в котором находится зритель, оказывается производным от водоёма внутри картины. Солнце в картине, которую держит в руке девушка, оказывается даже более ярким, чем источник света в основной части фотографии.

Эрик Юханссон. Сервис полной луны, 2016

Внимание средств массовой информации и профессионалов-фотографов привлекла работа Эрика Юханссона «Сервис полной луны» (лето 2016 года, англ. «Full Moon Service», фотография и постобработка в редакторе Adobe Photoshop, работа над фотографией заняла восемь месяцев) — сюрреалистический фотомонтаж, на котором группа работниц загадочного сервиса прибывает на холмистую местность, чтобы сменить фазы Луны. Для съёмок потребовалось большое число разнообразных предметов реквизита: спрей, несколько мощных ламп (в китайском стиле из рисовой бумаги), электрический генератор, фургон, две девушки-модели, на кепку одной из них чёрной краской из баллончика был даже нанесён символ Луны, местом съёмки стала живописная сельская местность в Швеции. Юханссон снял исходные фотографии с помощью камеры Hasselblad H6D-50c и осуществил постредактирование в Photoshop CC 2017, при этом каждая часть сцены, за исключением текстуры Луны, была снята отдельно и отредактирована Юханссоном. Он также опубликовал свой рисунок, послуживший эскизом для будущей фотографии. Фотограф снял в качестве комментария к фотографии видео, демонстрирующее, каким образом был осуществлён данный проект от возникновения замысла до финального фотоснимка.

## Личность фотографа
Фотограф занимается боулдерингом, поддерживает физическую форму утренними пробежками (хотя признаётся, что они не являются регулярными), иногда плавает по утрам. Он занимался бразильским джиу-джитсу в течение трёх лет, мечтает возобновить эти занятия. В интервью Юханссон говорит, что получает удовольствие от жизни, посещая хорошие рестораны, играя на гитаре и путешествуя, также ему нравятся видео про кошек. «Я люблю путешествовать, мне нравится видеть новые места и, хотя это звучит как клише, жизнь — это в некотором роде путешествие», — утверждает он. При этом, он признаётся, что испытывает искреннюю привязанность к родной Швеции. Восхищает его также природа Чехии, где он в настоящее время проживает: «Там много взлётов и падений, много холмов и долин, и мне нравятся эти пейзажи. Вы не знаете, что находится за пределами следующего холма».
Фотограф предстаёт на некоторых своих фотографиях в качестве модели, хотя в интервью утверждал, что это не доставляет ему удовольствия, многие другие персонажи его картин — родственники и друзья Юханссона. Юханссон интересуется мнением о своих работах, признаётся, что анонимно посещает собственные выставки, учитывая, что мало кто знает, как он выглядит внешне, и просто слушает то, что говорят о его творчестве зрители. Он признаёт, что некоторые интерпретации его работ бывают для него чрезвычайно неожиданными. Среди своих фотографий он особо выделяет снимки «Идти своей дорогой» (англ. «Go Your Own Road»), эту фотографию он выделяет за эффектную простоту замысла, и «Звуковой ландшафт» (англ. «Soundscape»), вдохновлённый работами Эшера.
Квартира фотографа интегрирована в его студию. Он описывает её как выдержанную в стиле предельного минимализма, как типично шведское жилище, которое выдержано в светлых тонах, а интерьер аскетичен. Сам Юханссон объясняет необходимость такого образа жизни тем, что в его голове царит хаос.

## Награды
В июне 2016 года Эрик Юханссон получил звание «Фотограф природы 2015 года» от Шведского общества охраны окружающей среды (англ. Swedish Environmental Protection Agency). Денежную часть приза в размере 25 000 шведских крон фотограф пожертвовал некоммерческой организации Шведское общество борьбы против раковых заболеваний.

## Персональные выставки
В последние годы состоялся ряд крупных персональных выставок фотографа в Швеции и за её пределами:
- Сентябрь 2017 — март 2018. «Иллюзии природы». Музей естественной истории. Стокгольм, Швеция.
- Ноябрь 2017 года. «За пределами разума». Международный фотофестиваль XPOSURE. Шарджа, Объединенные Арабские Эмираты.
- Июнь — октябрь 2017 года. «Гибкая реальность». Художественная галерея Dunkers Kulturhus. Хельсингборг, Швеция.
- Июль — август 2017 года. «Вообразите» (англ. «Imagine»). Летняя киношкола, Угерске-Градиште, Чехия.
- Июнь — сентябрь 2016 года. «Вообразите» (англ. «Imagine»). Музей Вэстергётландса[швед.]. Скара, Швеция.
- Апрель — май 2016 года. «Невозможно». Фестиваль «Голова на фотографии» (англ. Head On Photo Festival). Сидней, Австралия.
- Февраль — апрель 2016 года. «Вообразите: Созданная реальность». Музей фотографии «Fotografiska»[швед.]. Стокгольм, Швеция.

В феврале — мае 2019 года в Москве в Центре фотографии имени братьев Люмьер состоялась выставка фотографа под названием «По ту сторону реальности. Эрик Йоханссон». В её рамках состоялась встреча с автором, он сам провёл экскурсию по экспозиции. Выставка проходила при поддержке посольства Швеции в Москве.

## Книги
- Johansson, Erik. Imagine. — Max Strom, 2016. — 112 с. — ISBN 978-9171-2637-73.
- Erik Johansson. PLACES BEYOND. — Bokförlaget Max Ström, 2019. — 144 с. — ISBN 9789171264886.